# Coogans bluff
Coogans bluff är en amerikansk actionfilm från 1968 av Don Siegel med Clint Eastwood, Lee J. Cobb och Susan Clark m.fl.

## Handling
Filmen utspelar sig i New York på sextiotalet och handlar om en sheriff från Arizona som ledsagar en fånge som ska utlämnas. Sheriffen tappar dock av misstag bort honom i Manhattans asfaltsdjungel.

## Om filmen
Filmen regisserades av Don Siegel, samma regissör som senare skulle göra den första Dirty Harry filmen. Filmen är en av de få där Universal Pictures ligger bakom filmen som Clint Eastwood medverkar i då Eastwood främst tillhör Warner Bros.

## I rollerna
- Clint Eastwood - Sheriff Walt Coogan
- Lee J. Cobb - Det. Lt. McElroy
- Susan Clark - Julie Roth
- Tisha Sterling - Linny Raven
- Don Stroud - James Ringerman
- Betty Field - Ellen Ringerman